# Enseignement musical
Ne doit pas être confondu avec Éducation musicale, Formation musicale (discipline) ou Éveil musical.
 (septembre 2024).
 (décembre 2023).
Si vous disposez d'ouvrages ou d'articles de référence ou si vous connaissez des sites web de qualité traitant du thème abordé ici, merci de compléter l'article en donnant les références utiles à sa vérifiabilité et en les liant à la section « Notes et références ».

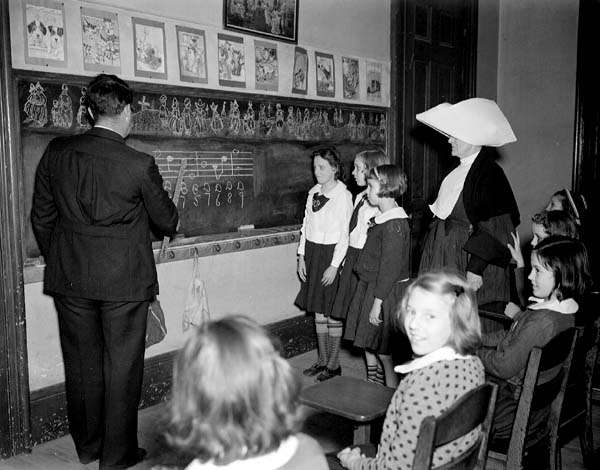
Cours de solfège en 1940 à la Nouvelle-Orléans.

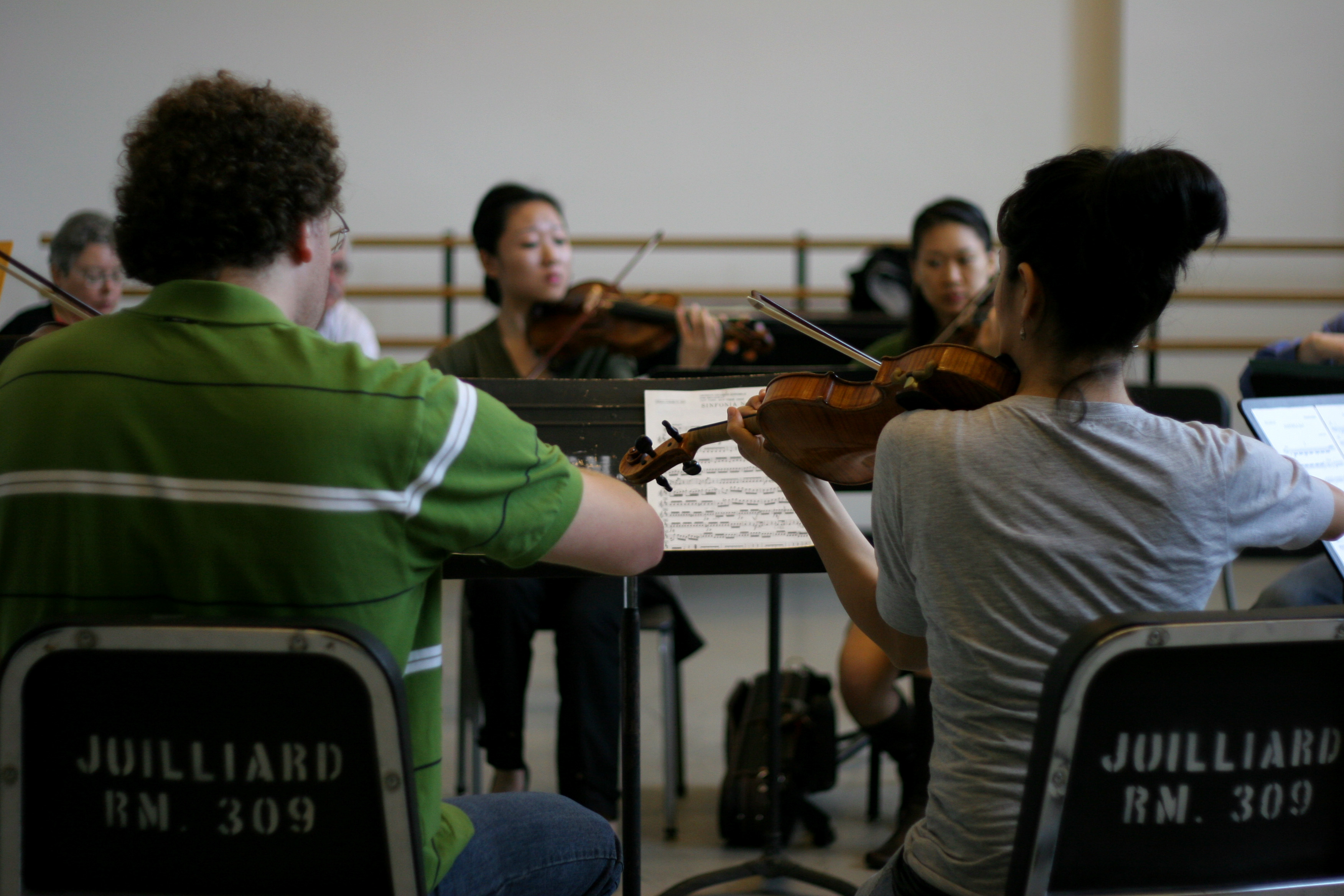
Cours d'orchestre, en groupe.

Un enseignement musical est, au contraire de l'éducation musicale ou de la formation musicale, l'enseignement d'une spécialité musicale :
- un instrument ;
- un instrument dans un style ou répertoire particulier (piano jazz, batterie jazz, guitare jazz, guitare classique) ;
- une discipline théorique (harmonie, contrepoint, écriture, orchestration…).

Les enseignants peuvent travailler dans une école spécialisée, dans un conservatoire, ou encore de manière indépendante.

## Formation des enseignants en France
En France, deux diplômes valident officiellement des compétences pédagogiques : le diplôme d'État (DE), équivalent à une licence, et le certificat d'aptitude (CA), équivalent à un master. Ce sont ces deux diplômes qui sont demandés pour enseigner dans les conservatoires agréés par l'État (CRR, CRD et CRC). Ils permettent également de présenter le concours externe d'Assistant territorial d'enseignement artistique (avec le DE) et de Professeur d'enseignement artistique (pour le CA). Il arrive d'enseigner dans un conservatoire agréé sans avoir de diplôme d'enseignement en musique.
Par ailleurs, aucun diplôme n'est requis pour enseigner en école privée ou pour donner des cours particuliers.

## Dans l'art

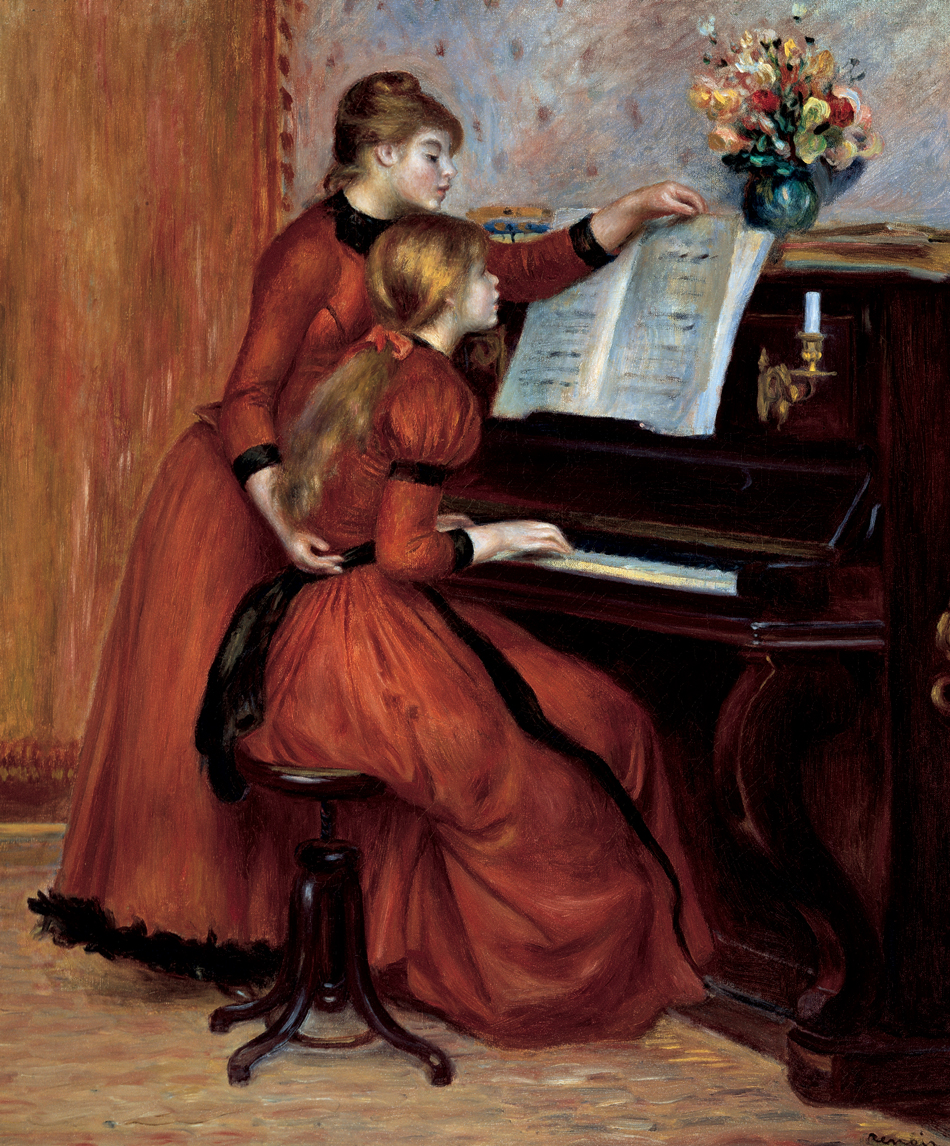
La Leçon de piano (Renoir).
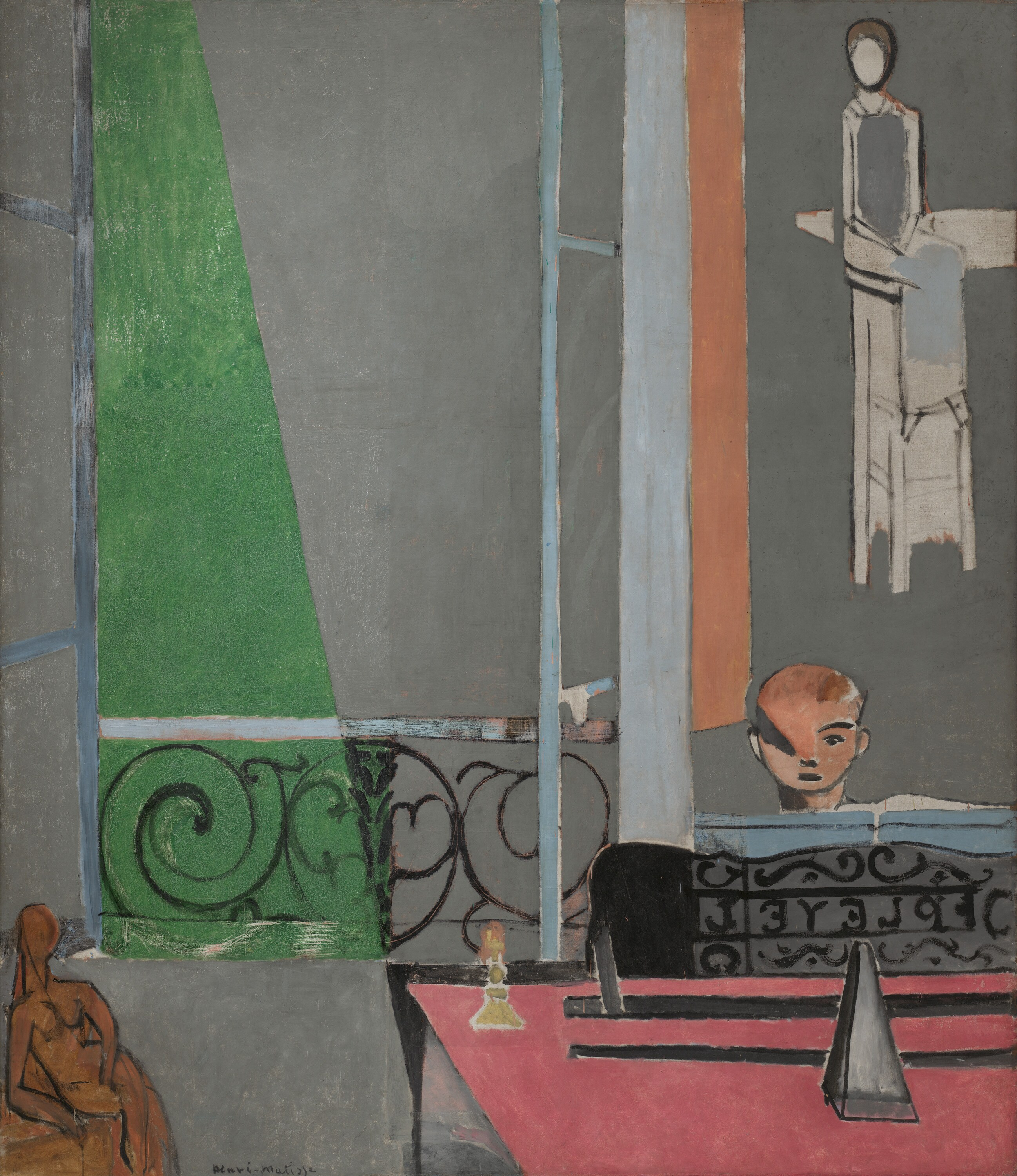
La Leçon de piano (Matisse).
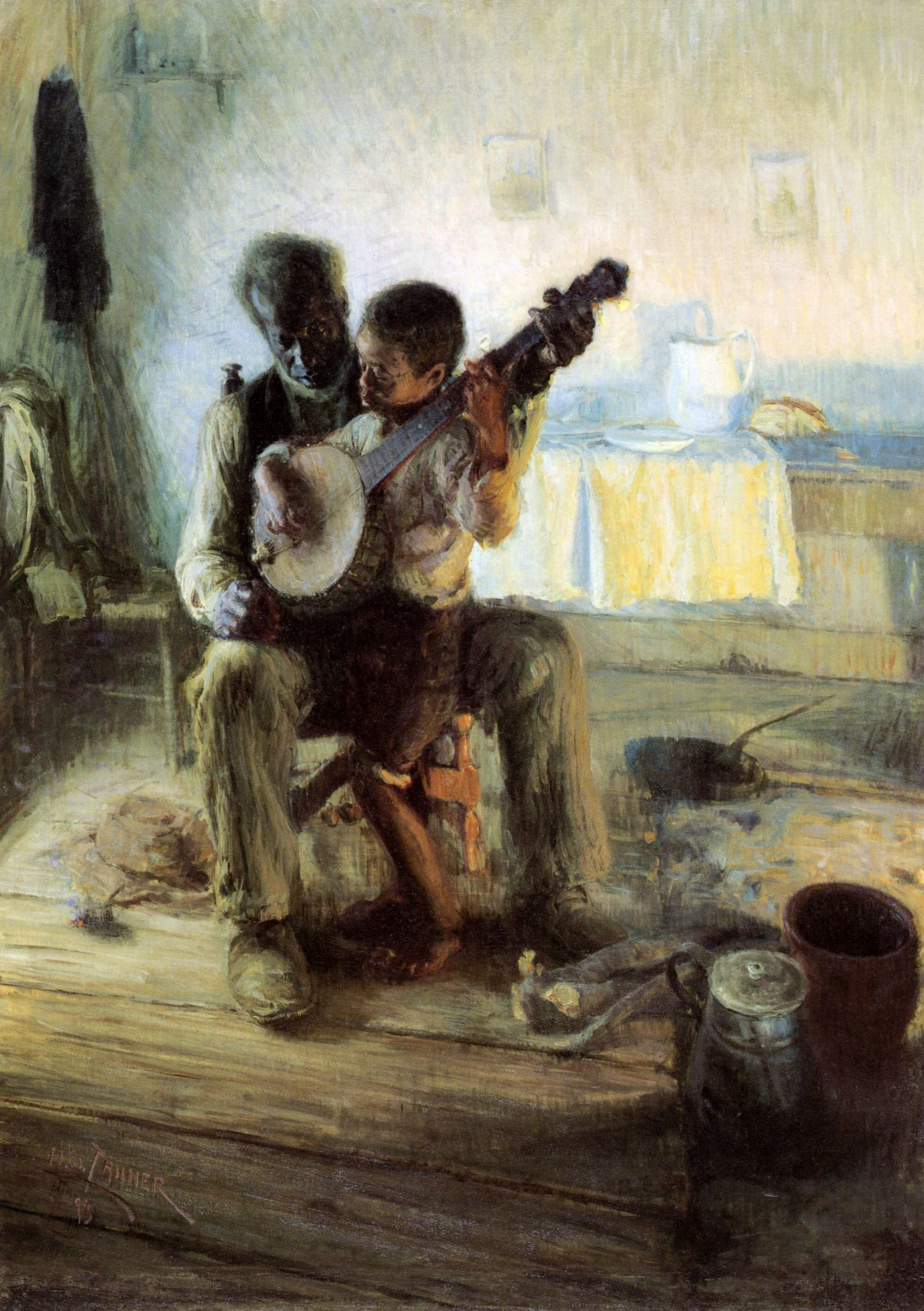
Cours de Banjo par Henry Ossawa Tanner en 1893.